# Turnierrüstung

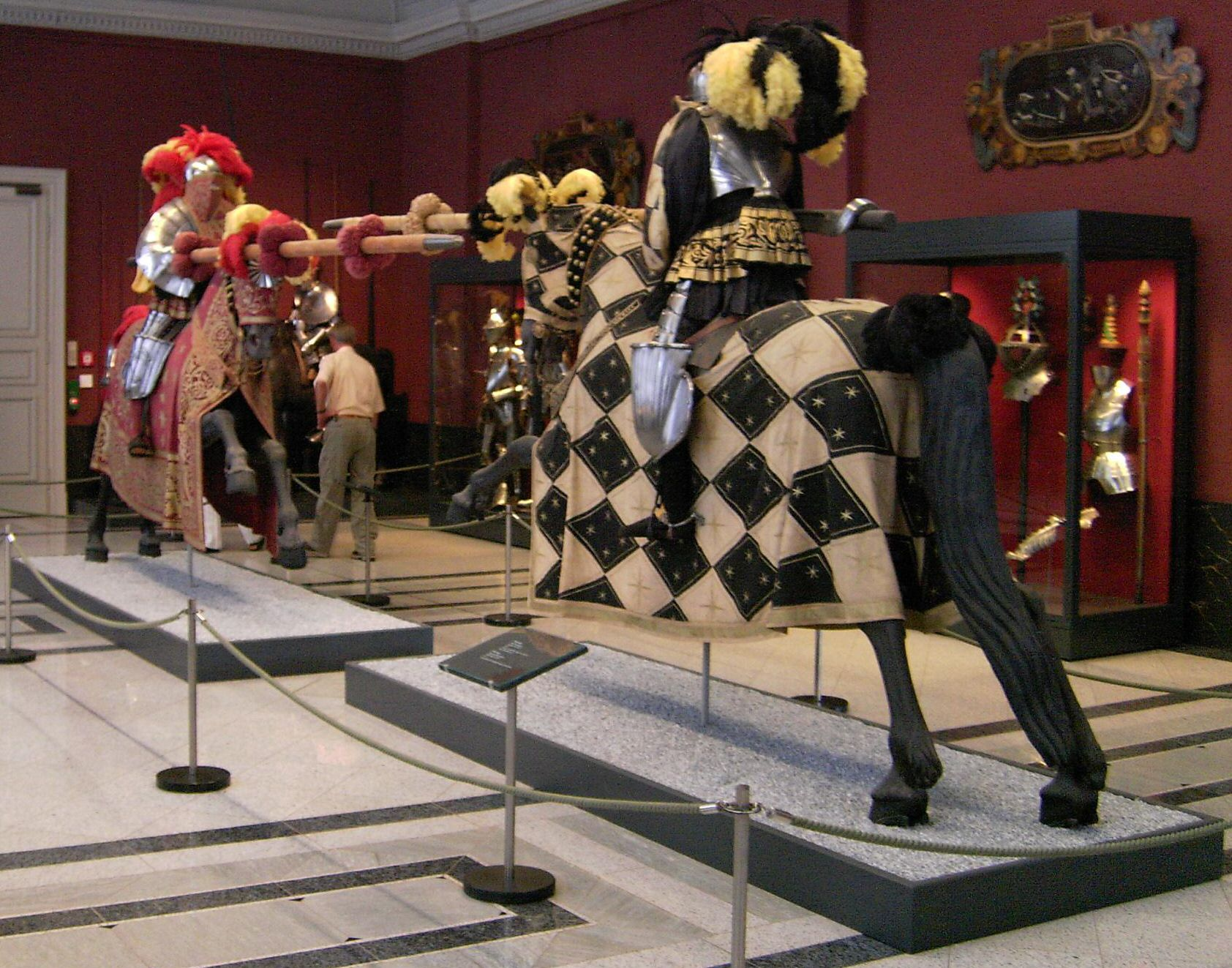
Zwei Turnierrüstungen im Dresdner Zwinger

Die Turnierrüstung auch Rüstung für das Gestech oder Gestechrüstung des Ritters ist eine speziell für Turniere entwickelte Schutzkleidung.

## Beschreibung

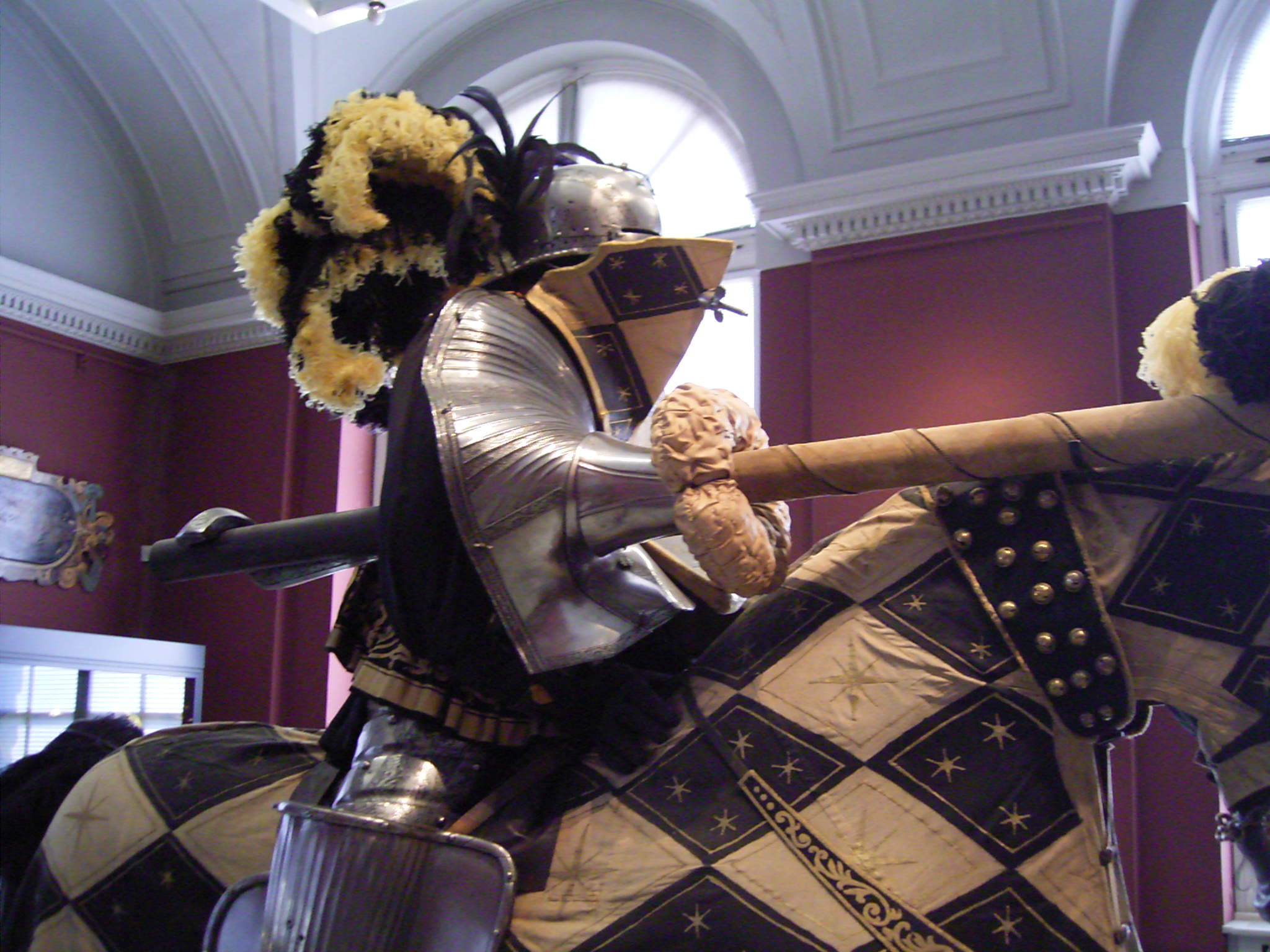
Turnierrüstung aus der Rüstkammer in Dresden

Sinn dieser speziellen Rüstung ist ein maximaler Schutz des Ritters vor Verletzungen bei Kampfspielen, bei Inkaufnahme der Verminderung des Tragekomforts und der Beweglichkeit sowie starker Einschränkung des Blickfelds. Spezielle Turnierrüstungen, wie das Stech- und Rennzeug, wurden hauptsächlich für die Kampfart des Tjosts entwickelt. Für die Entwicklung speziell für das Turnier verstärkter Rüstungen sprach nicht unbedingt die Angst des Ritters vor Verletzung, sondern hauptsächlich die Sorge der Herrschenden, dass sich ihre besten Männer bei Kampfspielen verletzten oder gar töteten und für Kampfhandlungen danach nicht mehr zur Verfügung standen. Tatsächlich gab es selbst mit Turnierrüstungen nicht nur Verletzungen, sondern auch immer wieder Todesfälle, die allerdings ohne Turnierrüstung wohl weitaus häufiger aufgetreten wären.

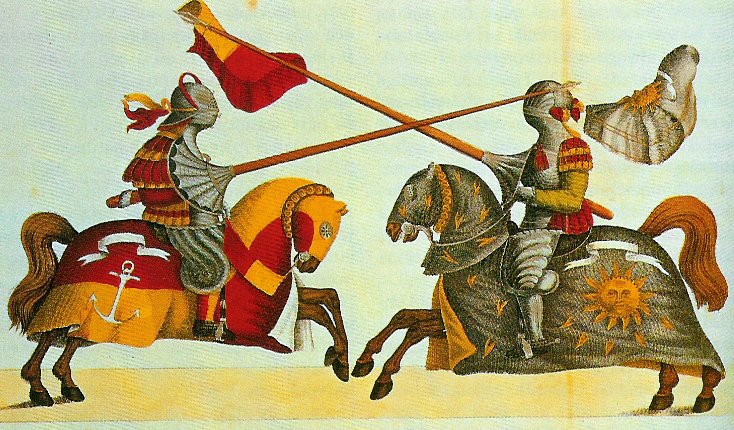
Bayerische Zeichnung von Turnierrüstungen aus dem 15. Jahrhundert

Im Unterschied zu einer Kriegsrüstung, bei der es auch sehr wichtig ist, das der Ritter in der Schlacht neben einem hohen Schutz auch noch beweglich bleibt und nicht allzu schnell erschöpft wird, wurden Turnierrüstungen nur während des Turnieres getragen. Die erheblich verstärkten Turnierrüstungen waren teilweise über 40 Kilogramm schwer. Daraus entstand die Legende vom Ritter, der generell auf Grund seiner schweren Rüstung von einer Hebevorrichtung auf sein Pferd gehoben werden musste. In Wahrheit waren bei Turnieren lediglich ein oder zwei Helfer nötig, um den Rüstungsträger auf sein Pferd zu heben. Und Kriegsrüstungen waren immer so konstruiert, dass ein Ritter während einer Schlacht alleine auf- und absteigen konnte. Die Rüstungen waren speziell für das Turnier angefertigt oder an Kriegsharnischen wurden spezielle Verstärkungsteile (Platten, Stechtartschen, Bart, Oberschenkelpanzer) angebracht, die den Panzer so verstärken sollten, dass eine Verletzung durch den Lanzenstich ausgeschlossen war.